# Oki doki!
『Oki doki!』（オキ・ドキ）は、MULTI MAXの5枚目のオリジナル・アルバム。1996年12月4日に発売された。発売元は東芝EMI / EASTWORLD。2001年5月23日にはヤマハミュージックコミュニケーションズから再発売されている

## 解説
MULTI MAXのスタジオ・アルバムとしては『Well,Well,Well』以来約2年ぶりの作品にして事実上最後のアルバム。
先行シングル「どうだい」とカップリング曲「Mr.Liverpool」を収録。また、1994年に行われたコンサートツアー『MULTI MAX CONCERT TOUR 1994“Well,Well,Well”』から2曲のライブ音源が収録されている。
CHAGEがASKAと共にアジア出身アーティストとして初めて『MTV Unplugged』に出演し、究極のアナログを体験したことから、本作は全曲アナログ・レコーディングにこだわって製作が行われた。
本作でMULTI MAXとしては唯一アナログ・レコードでも発売された。
同年12月6日から市川市文化会館を皮切りにコンサートツアー『MULTI MAX CONCERT TOUR 1996-1997“Oki doki！”』を開催した。
1997年3月19日に同ツアーの模様を収めたドキュメント&ライブビデオ『DOCUMENT&LIVE 1996-1997 Oki Doki! BOOTLEG』を発表した後、事実上の活動休止に入った。その後、翌年の1998年にCHAGEがデビューから19年目にして本格的にソロ名義での音楽活動を開始した。
1999年12月31日に福岡ドームにて行われたCHAGE&ASKAのカウントダウン・ライブにはCHAGEのソロ公演中に村上と淺井が登場し、「SOME DAY」と「WINDY ROAD」をパフォーマンスし、一夜限りの復活を果たしている。

## 収録曲
| 全編曲: 村上啓介。 |                          |            |                      |       |
| #                  | タイトル                 | 作詞       | 作曲                 | 時間  |
| 1.                 | 「MOFU V」               | -          | 村上啓介             | 1:13  |
| 2.                 | 「暁の三匹」             | CHAGE      | CHAGE                | 6:03  |
| 3.                 | 「どうだい」             | CHAGE      | CHAGE                | 5:10  |
| 4.                 | 「機嫌が悪いの」         | 青木せい子 | CHAGE                | 7:12  |
| 5.                 | 「Style」                | CHAGE      | 村上啓介             | 5:29  |
| 6.                 | 「Cheer Up」             | CHAGE      | 浅井ひろみ、村上啓介 | 6:05  |
| 7.                 | 「My Treasure」          | CHAGE      | CHAGE                | 4:08  |
| 8.                 | 「Milky Way Blues」      | CHAGE      | CHAGE                | 8:28  |
| 9.                 | 「箱の中身はなんだろう」 | CHAGE      | 村上啓介             | 3:57  |
| 10.                | 「Mr.Liverpool」         | CHAGE      | 村上啓介             | 5:11  |
| 11.                | 「官能のEsplendida!」    | CHAGE      | CHAGE、村上啓介      | 4:59  |
| 合計時間:          | 合計時間:                | 合計時間:  | 合計時間:            | 57:55 |

## 楽曲解説
1. MOFU V
インストゥルメンタル。
2. 暁の三匹
3. どうだい
1996年11月7日発売の6枚目シングル。
4. 機嫌が悪いの
1989年11月29日発売の1枚目アルバム『HEAVEN』収録曲。
コンサートツアー『MULTI MAX CONCERT TOUR 1994“Well,Well,Well”』の1994年11月25日の川崎クラブチッタ公演からの音源。
5. Style
村上のメインボーカルによる楽曲。
6. Cheer Up
浅井のメインボーカルによる楽曲。
7. My Treasure
シングルカットはされていないが、ミュージック・ビデオが製作されている。
8. Milky Way Blues
1989年11月29日発売の1枚目アルバム『STILL』収録曲。
コンサートツアー『MULTI MAX CONCERT TOUR 1994“Well,Well,Well”』の1994年11月25日の川崎クラブチッタ公演からの音源。
9. 箱の中身はなんだろう
村上のメインボーカルによる楽曲。
10. Mr.Livepool
シングル「どうだい」のカップリング曲。
11. 官能のEsplendida!

## 参加ミュージシャン
- Bass：惠美直也
- Drums：佐藤強一
- Accordion, Acousticpiano, Synthesizer：重実徹 (#3, #7 #10)
- E.Guitar, A.Guitar：関淳二郎 (#4, #8, #11)
- Synthesizer：矢賀部竜成 (#4, #8)
- Electric piano：後藤郁美
- Marching snare：吉田佳史
- Clarinet：土肥二朗
- Organ：村田努 (#10)